# Twierdzenie Katznelsona-Tzafririego
Twierdzenie Katznelsona-Tzafririego – w teorii operatorów, twierdzenie charakteryzujące operatory liniowe na przestrzeniach Banacha, które są potęgowo ograniczone. Twierdzenie udowodnione w 1986 przez Katznelsona i Tzafririego. Inne dowody podali Allan i Ransford, Allan, O’Farrell, Ransford oraz Phóng.

## Twierdzenie
Niech {\displaystyle E} będzie zespoloną przestrzenią Banacha oraz niech {\displaystyle T\colon E\to E} będzie potęgowo ograniczonym operatorem liniowym, tj. operatorem spełniającym warunek
{\displaystyle \sup _{n\geqslant 1}\|T^{n}\|<\infty .}
Wówczas następujące warunki są równoważne:
1. {\displaystyle \lim _{n\to \infty }\|T^{n+1}-T^{n}\|=0,}
2. {\displaystyle \sigma (T)\cap \{z\in \mathbb {C} \colon |z|=1\}\subseteq \{1\},}

przy czym {\displaystyle \sigma (T)} oznacza widmo operatora {\displaystyle T.}